# Ширгісвальде-Кіршау
Ширгісвальде-Кіршау (нім. Schirgiswalde-Kirschau, в.-луж. Šěrachow-Korzym) — місто в Німеччині, розташоване в землі Саксонія. Входить до складу району Бауцен.
Площа — 24,3 км2. Населення становить 6142 ос. (станом на 31 грудня 2020).